# Treece, Kansas
Treece är en spökstad i Cherokee County i Kansas. Invånarna övergav orten 2012 på grund av en miljökatastrof och den miste sin status som kommun. Environmental Protection Agency bedömde orten som en av de mest förorenade i hela USA. Treece grundades 1917 som gruvstad och det var den huvudsakliga näringen som ledde till att miljön förstördes. Vid 2010 års folkräkning hade Treece fortfarande 138 invånare. Vid 1920 års folkräkning hade Treece haft 991 invånare men folkmängden hade sjunkit under åren.